# Gian Francesco Malipiero
Gian Francesco Malipiero (ur. 18 marca 1882 w Wenecji, zm. 1 sierpnia 1973 w Treviso) –  włoski kompozytor i muzykolog, również wydawca dzieł Claudia Monteverdiego i Antonia Vivaldiego.
Napisał monografię o Monteverdim (1929) i Igorze Strawińskim (1945), komponował m.in. balety, kantaty, oratoria, opery takie, jak Antoniusz i Kleopatra (1937), symfonie, koncerty fortepianowe, skrzypcowe, kwartety smyczkowe.